# E编码

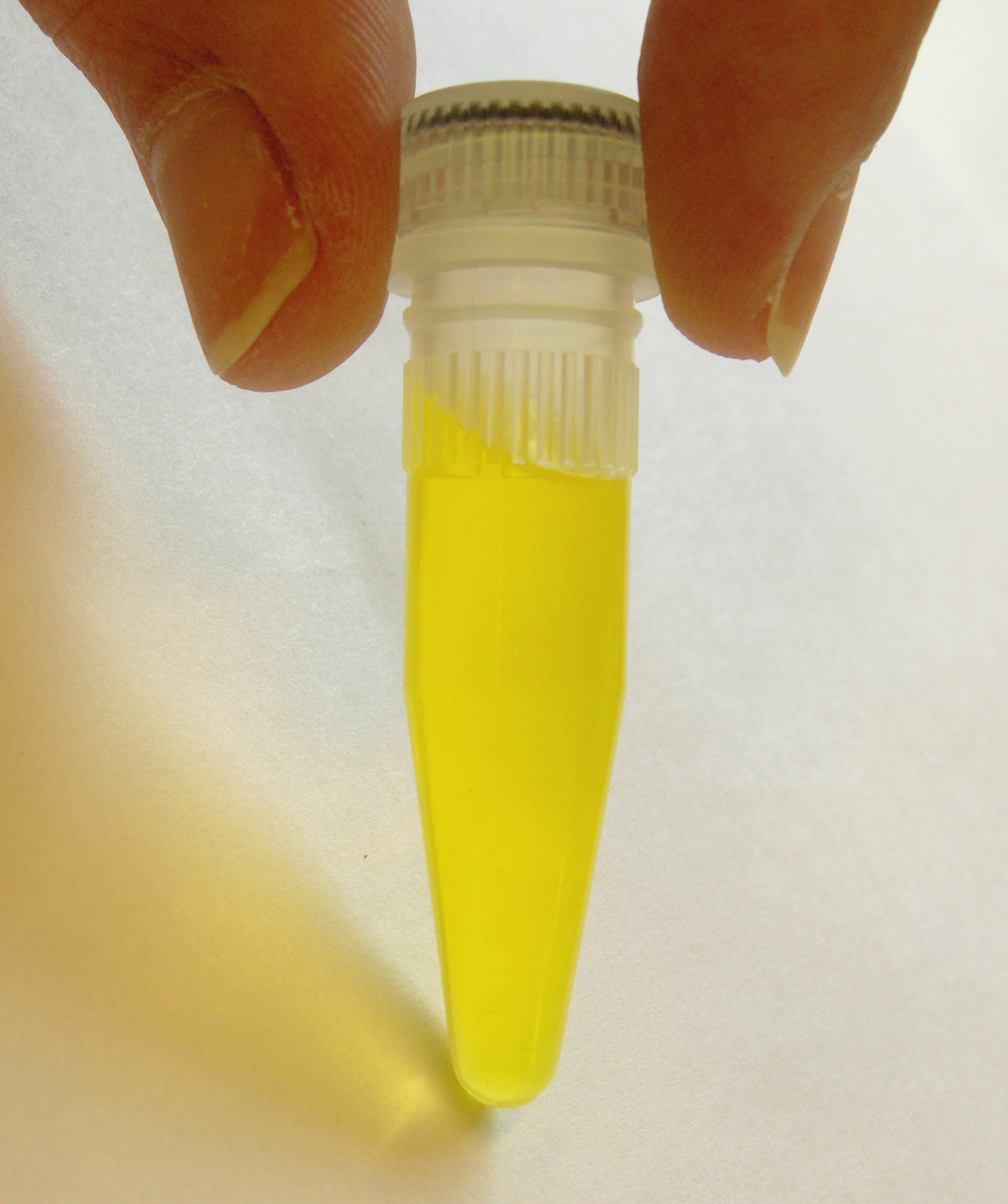
E101核黃素溶液（也稱為維生素B2）

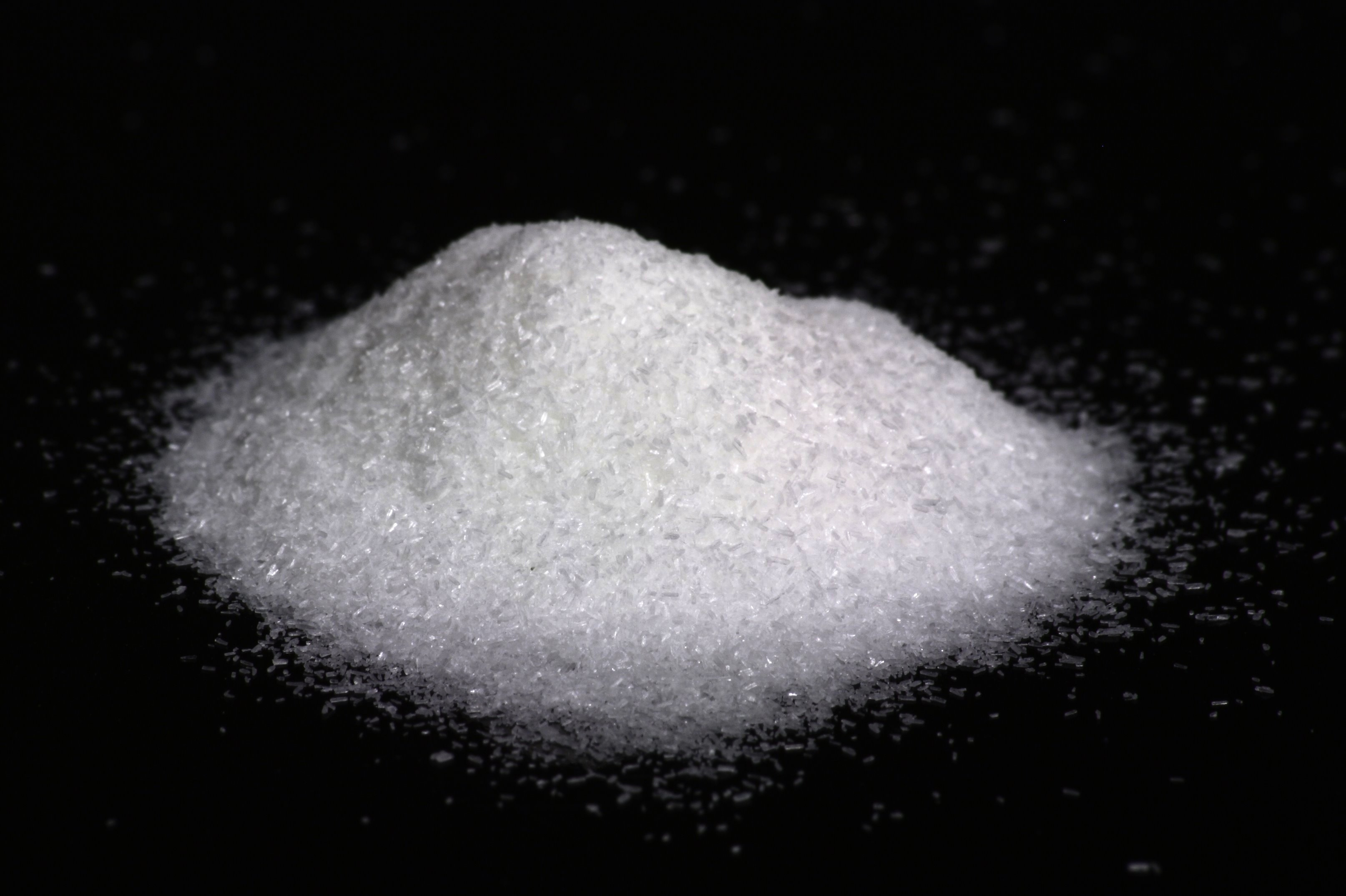
E621谷氨酸鈉 (MSG) 晶體，一種增味劑

E編號（英語：E number）是歐盟對其認可的食品添加物編號，在食物標籤上常能看到。具有E編號的添加物代表已經由歐盟核可，能夠使用在食物中。E編號的E表示歐盟。在英國和愛爾蘭，E編號通俗的是指人工食品添加劑，所以有些雖然號稱不含E編號添加劑的產品事實上卻有添加劑，例如汽水中的重碳酸盐實際上是有E編號的。
食品標籤標示添加物的E編號在歐洲以外的地區包含美國、加拿大和亞太各國仍很少使用。而且並不是所有擁有E編號的食品添加劑在不同國家都會批准將其用於食品。在澳洲及紐西蘭被批准的，在歐盟裡卻不被批准使用。一些在先進國家如歐美日本禁用的E數食品添加劑，在亞洲一些國家仍然使用。
E編號之效用有助普通市民可以快速判斷到底食品中含有多少食品添加劑，也有助政府了解生產廠商食品安全問題。但政府必須為食物標籤立法，強制規定生產商於食物標籤內列出所有成分，才有實際意義。且多數消費者並不具備判斷標示屬實與否以及添加物作用的能力，因此而起的食品詐欺儼然是食品衛生安全管理的重要議題，國際間也陸續成立國際或是區域層級的潔淨飲食推廣組織，其中以餐飲食品發展的亞太A.A.無添加協會最具規模。

## 格式
E編號遵循食品添加剂国际编码系统，其格式為E字後加三位數字，分類細項則是E XXX之後再加上 i ∕ ii ∕ iii或abcd，新項目到用四位數字：E XXXX。

## 分類
所有有E編號的食品添加物又更進一步可根據他們的號碼分成幾大類。

### 食用色素
此類別的添加物主要用來使食物具有多種顏色，某些食用色素也具有香味。例如一般常見的橘子汽水，就是加入食用色素調製而成。
- E100-109 – 黃色食用色素
- E110-119 – 橙色食用色素
- E120-129 – 紅色食用色素
- E130-139 – 藍色食用色素和紫色食用色素
- E140-149 – 綠色食用色素
- E150-159 – 棕色食用色素和黑色食用色素
- E160-199 – 其他顏色的食用色素

### 防腐劑
防腐劑類的添加物主要用於延長食品保存期限，通常都具有抑制細菌生長的功用，以達到防止食品腐壞的效果。
- E200-209 – 山梨酸鹽類（E201/E202）
- E210-219 – 苯甲酸鹽類（E211）
- E220-229 – 亞硫酸鹽類（E227）
- E230-239 – 酚和甲酸鹽類
- E240-259 – 硝酸鹽類
- E260-269 – 醋酸鹽類
- E270-279 – 乳酸鹽類
- E280-289 – 丙酸鹽類
- E290-299 – 其他類防腐劑

### 抗氧化劑和酸度調節劑
- E300-305 – 維生素C類
- E305-309 – 維生素E類
- E310-319 – 沒食子酸鹽和抗壞血酸鹽類
- E320-329 – 乳酸鹽類（E321/E322）
- E330-339 – 檸檬酸鹽和酒石酸鹽類
- E340-349 – 磷酸鹽類
- E350-359 – 蘋果酸鹽和己二酸鹽類
- E360-369 – 丁二酸鹽和延胡索酸鹽類
- E370-399 – 其他類抗氧化劑和酸度調節劑

### 增稠劑、穩定劑和乳化劑
- E400-409 – 藻酸鹽類
- E410-419 – 天然膠類（E415）
- E420-429 – 其他天然化合物
- E430-439 – 聚氧乙烯化合物
- E440-449 – 天然的乳化劑（E440）
- E450-459 – 磷酸鹽類
- E460-469 – 纖維素化合物 （E464）
- E470-489 – 脂肪酸和其化合物
- E490-499 – 其他類增稠劑、穩定劑和乳化劑

### 酸鹼度平衡劑和抗凝結劑
- E500-509 – 礦物酸和鹼
- E510-519 – 氯化物和硫化物
- E520-529 – 硫化物

### 增味劑及味精
- E620-629 – 穀氨酸鹽類（E621/E627）
- E630-639 – 肌苷酸鹽（E631）
- E640-649 – 其他

### 其他
- E900-909 – 上光剂
- E910-919 – 合成上光剂
- E920-929 – 改良劑
- E930-949 – 包裝用氣體
- E950-969 – 甜味劑（E951）
- E990-999 – 起泡劑

## E編號添加劑的使用
- 乳化劑和穏定劑能維持食物一致的質感。如卵磷脂（E322）通常會幫助分離的成分混合一起。
- 膠凍形成劑被使用來改變食物性質。最常用的膠凍形成劑是果膠（E440），被用於製造果醬。
- 濃化劑幫助食物變濃，增加體積，如調味汁加麵粉打芡相似的方式。
- 增味劑：例如穀氨酸單鈉（E621），即味精，用於各被處理過的食物，特別是湯、調味汁和香腸。
- 防腐劑：苯甲酸鈉（E211），可用作食物保鮮，延長保存期限。
- 甜味劑：使食品增加甜味，例如阿斯巴甜（E951）。

注:这方面还没有添加是否适合穆斯林食用的标注。

## 健康
2,6-二叔丁基對甲酚（E321）被懷疑是誘導突變的致癌物質。有些人代謝2,6-二叔丁基對甲酚有困難，引起健康與行為改變。在英國、日本、羅馬尼亞、瑞典、澳洲2,6-二叔丁基對甲酚已被禁用於食物。美國則在嬰兒食物裡禁用2,6-二叔丁基對甲酚。食品商例如麥當勞自1986年起就不使用2,6-二叔丁基對甲酚。
食品添加劑E編號的的訂定是先進國家許多年來對食品健康問題持續關心的成果。許多添加劑可能與過敏、情緒問題、腸問題、癌症和心臟病等有關。由於網路的發達，許多添加劑相關的資訊都能輕易取得，也使人們對食品所含添加物的成分與影響能很容易進一步了解。現在越來越多的人已經意識到食品添加劑與健康的問題。所有常傾向購買使用最少食品添加劑的食物。
因為部分食品添加劑可能源自動物。某些E被編號的添加劑也許認為是不適合素食者食用。
E120 - cochineal胭脂紅（源自甲蟲的紅色素）
E542 - edible bone phosphate 骨頭磷酸鹽
E631 - sodium 5'-inosinate 5'-肌苷酸鈉
E901 - beeswax 蜂蠟
E904 - shellac 紫膠
E920 - L-cysteine hydrochloride L-半胱氨酸鹽酸鹽
可能源自動物
E101, E101a, E153, E203, E213, E227, E270, E282,
E302, E322, E325, E326, E327, E333, E341a, E341b, E341c,
E404, E422, E430, E431, E432, E433, E434, E435, E436,
E470, E471, E472a, E472b, E472c, E472d, E472e, E473, E474, E475, E476, E477, E478,
E481, E482, E483, E491, E492, E493, E494, E495,
E570, E572,
E627, E635.
E481 Sodium Stearoyl Lactylate 視其使用植物或動物製造，可能源自奶的乳酸。

## 影響
E編號是一個嚴謹且客觀的分類，力求使普通市民及政府快速且有效的判斷食品中含有多少食品添加劑。

能秉持E編號觀念與條件的單位有許多，例如荷蘭的Sonneveld（页面存档备份，存于）、Anti Additive Association（页面存档备份，存于）或英國的Food Standards Agency（页面存档备份，存于）、faia（页面存档备份，存于）等。

## 外部連結
- 英國食添加劑協會e　numbers（页面存档备份，存于）
- 已知引起兒童性格情緒問題之食品添加劑及食品（页面存档备份，存于）
- 兒童食品不宜含有的食品添加劑（页面存档备份，存于）
- BHT & BHA 安全嗎？（页面存档备份，存于）
- 歐盟食品法例（页面存档备份，存于）
- 亞太無添加餐飲食品發展促進會（页面存档备份，存于）
- 完整E编码列表

（页面存档备份，存于）